# Rhaebo haematiticus
Rhaebo haematiticus е вид жаба от семейство Крастави жаби (Bufonidae). Видът не е застрашен от изчезване.

## Разпространение
Разпространен е във Венецуела, Еквадор, Колумбия, Коста Рика, Никарагуа, Панама и Хондурас.

## Описание
Популацията на вида е намаляваща.